# Średnik (skała)

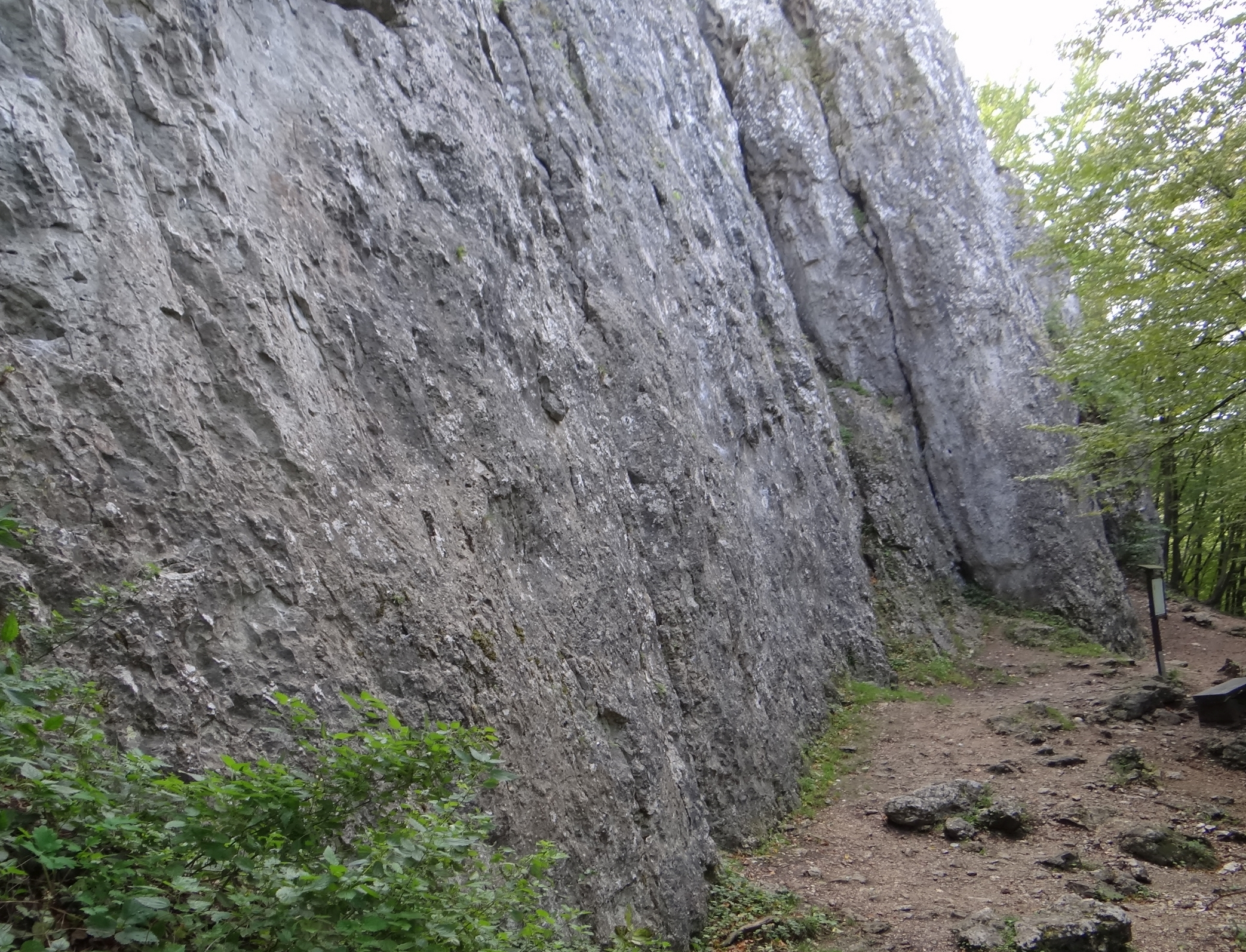

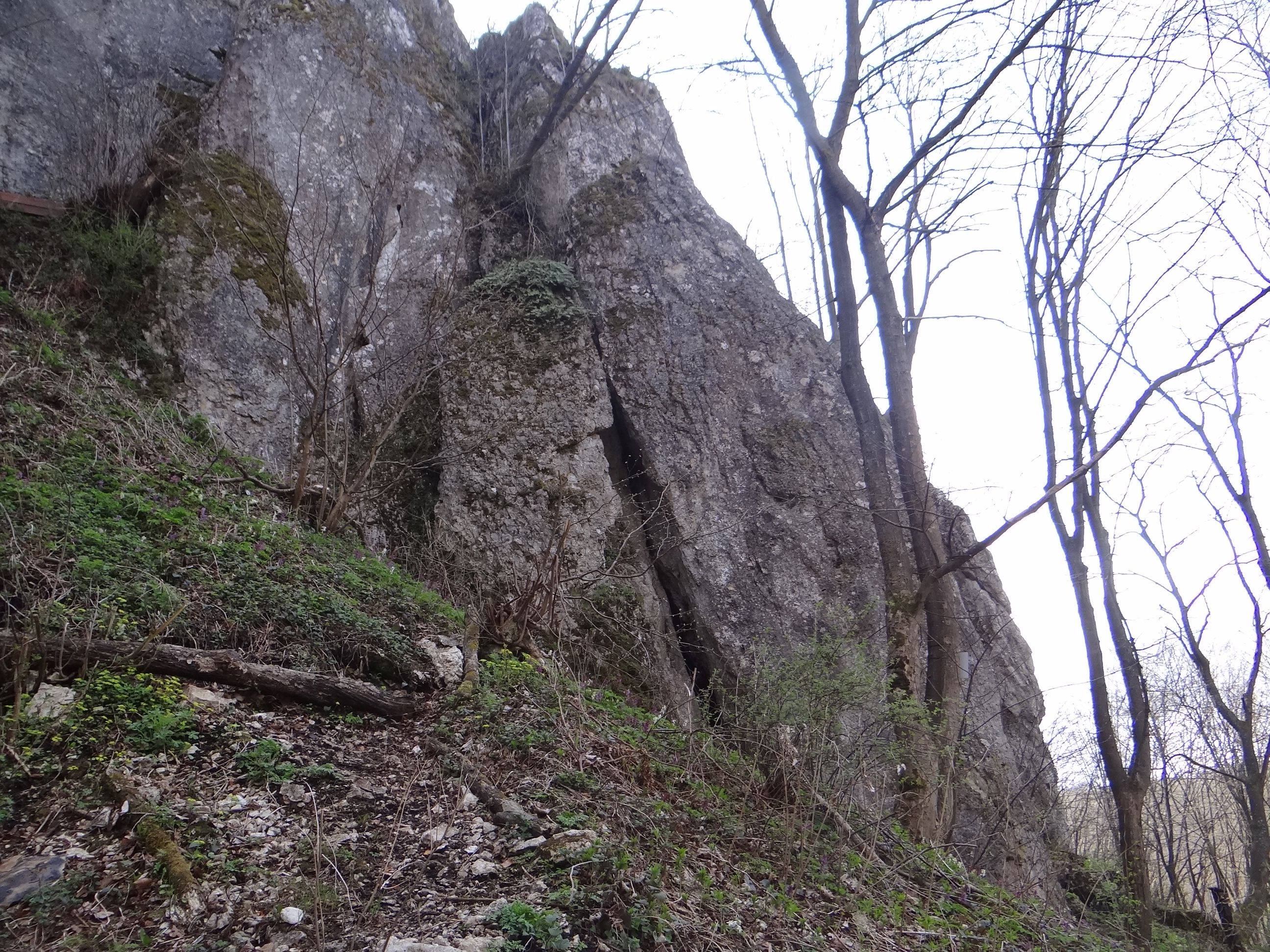

Średnik – skała na Wyżynie Krakowsko-Częstochowskiej. Znajduje się w górnej części lewych zboczy Doliny Będkowskiej, w granicach wsi Bębło w województwie małopolskim, w powiecie krakowskim, w gminie Wielka Wieś.
Zbudowany z wapieni Średnik znajduje się w lesie. Ma postać ściany o długości około 40 m i znajduje się pomiędzy Wielką Turnią i Zaklętym Murem (Murem Skwirczyńskiego).

## Drogi wspinaczkowe
Średnik przez wspinaczy skalnych opisywany jest w Grupie Wielkiej Turni. Ma wysokość do 22 m, ściany połogie i pionowe lub przewieszone. Są w nich rysy, okapy i filary. Wspinacze poprowadzili na Średniku 8 dróg wspinaczkowych o trudności od IV do VI.1+ w skali trudności Kurtyki. Wszystkie mają zamontowane stałe punkty asekuracyjne: ringi (r) i stanowiska zjazdowe (st).

Średnik I
1. Lewy Średnik; 6r + st, V, 14 m
2. Prawy Średnik; 5r + st, V, 14 m
3. Pośrednik; 6r + st, VI.1+, 14 m

Średnik II
1. Skwilar; 6r + st, VI.1, 16 m
2. Warszawa da się lubić; 7r + st, VI.1+, 16 m
3. Prostowanie ruchów; 8r + st, VI+, 18 m
4. Trasa średnikowa; II wyciągi, 3r + 2ST, 8 m
5. Ruchy MASowe; 7r + st, V+, 18 m[3].

W skale Średnik znajduje się Szczelina przy Wielkiej Turni.